# Waldemar Abegg
Curt Wilhelm Waldemar Abegg (* 14. Juni 1873 in Berlin; † 17. Juli 1961 in Hamburg-Blankenese) war ein deutscher Verwaltungsjurist und Mitglied der DDP. 

## Leben

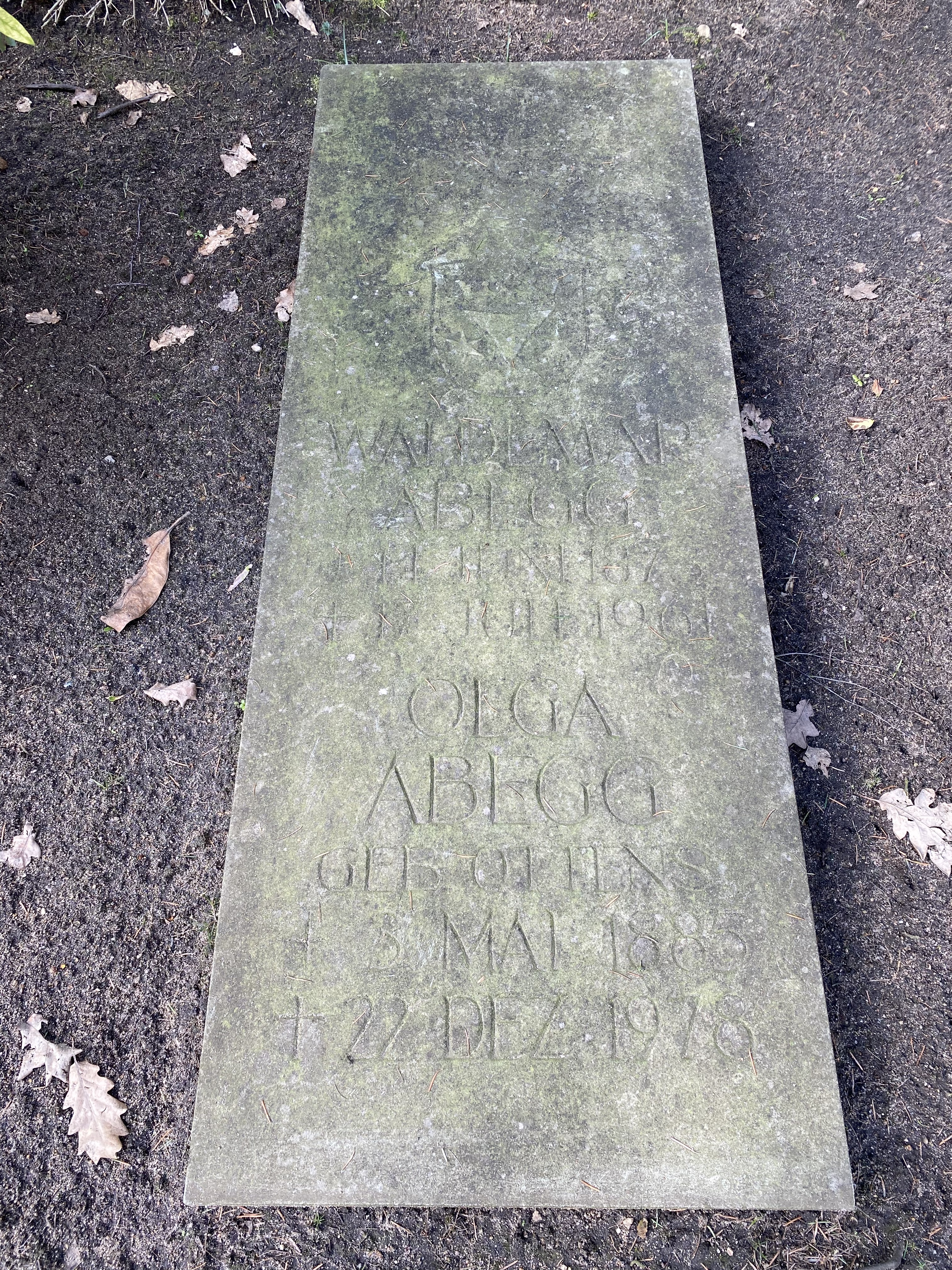
Grabstätte auf dem Friedhof Blankenese

Wilhelm Abegg, Staatssekretär im preußischen Innenministerium, und der Chemiker Richard Abegg waren seine Brüder. Waldemar Abegg studierte an der Universität Straßburg Rechtswissenschaften. 1892 wurde er dort Mitglied des Corps Palatia. Nach bestandenem juristischen Staatsexamen und anschließender Referendarzeit wirkte Abegg von 1909 bis 1921 als Regierungsrat am Regierungspräsidium in Oppeln (Oberschlesien). 1921–28 war er als Oberregierungsrat am Oberpräsidium der Provinz Schleswig-Holstein tätig.
1928 erfolgte seine Berufung zum Regierungspräsidenten in Schleswig.
Im Zuge der Absetzung der preußischen Staatsregierung Braun-Severing (Preußenschlag) wurde er im Herbst 1932 durch die Regierung Papen in den Ruhestand versetzt.
Seine letzte Ruhestätte erhielt Waldemar Abegg auf dem Friedhof Blankenese.